# St. Nikolaus (Winterhausen)

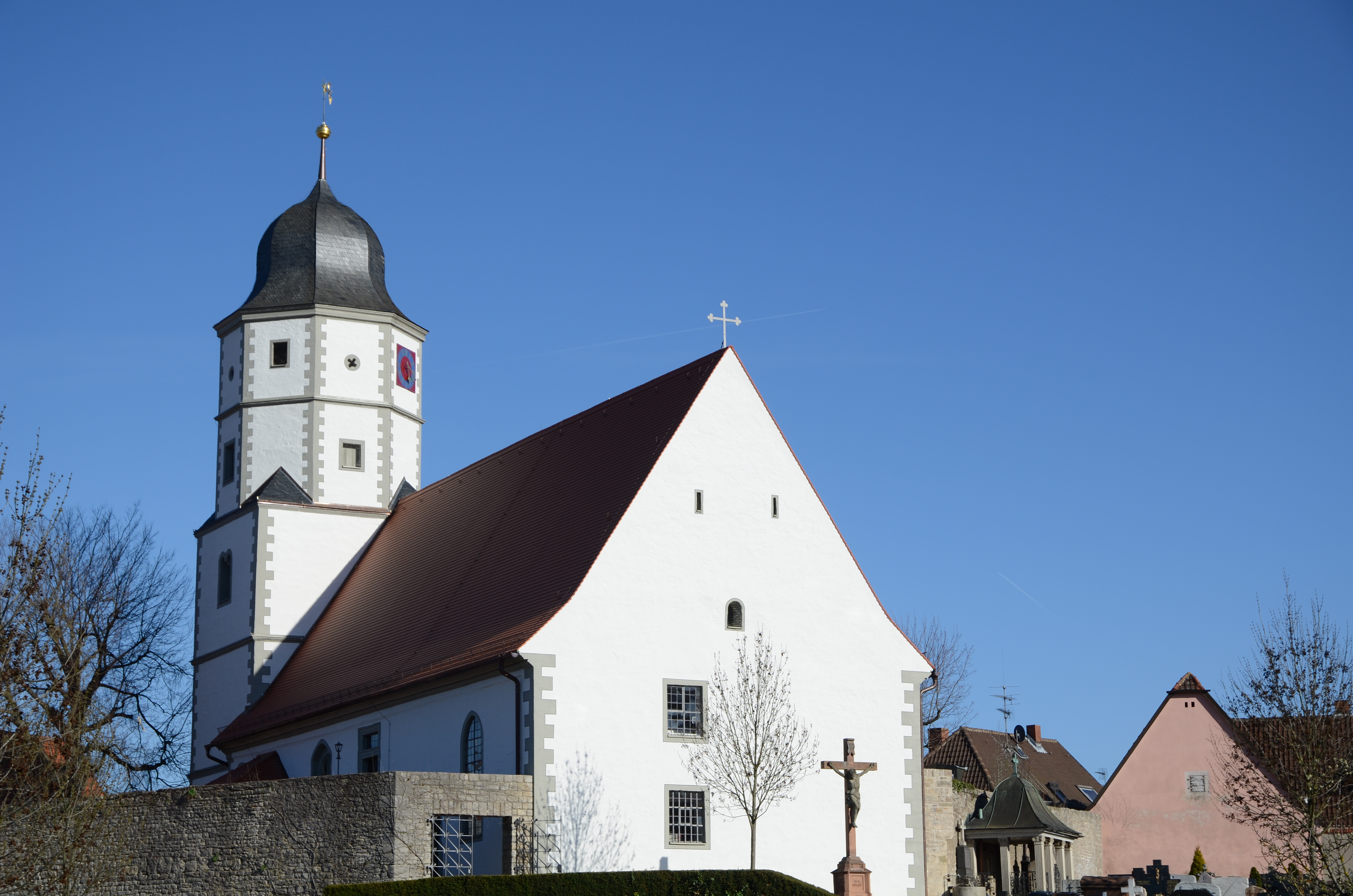
St. Nikolaus (Winterhausen)

Die denkmalgeschützte, evangelisch-lutherische Pfarrkirche St. Nikolaus steht in Winterhausen, einem Markt im Landkreis Würzburg (Unterfranken, Bayern). Die Kirche ist unter der Denkmalnummer D-6-79-206-2 als Baudenkmal in der Bayerischen Denkmalliste eingetragen. Die Kirchengemeinde gehört zum Dekanat Würzburg im Kirchenkreis Ansbach-Würzburg der Evangelisch-Lutherischen Kirche in Bayern.

## Beschreibung
Die unteren drei quadratischen Geschosse des Chorturms wurden in der 1. Hälfte des 13. Jahrhunderts gebaut. Er wurde 1573 um zwei achteckige Geschosse aufgestockt, um die Turmuhr und den Glockenstuhl für die vier 1955 erneuerten Kirchenglocken unterzubringen, und mit einer schiefergedeckten Glockenhaube bedeckt. An den Chorturm wurde 1497 das Langhaus nach Westen angebaut, das in den späteren Jahren mehrfach verändert wurde und infolge einer Verbreiterung nicht mehr in der Achse mit dem Chorturm steht. Der mit einer Flachdecke auf einem Unterzug überspannte Innenraum des Langhauses hat Emporen an den Längsseiten und gegenüber dem Chorbogen, auf der die Orgel steht, die 20 Register, 2 Manuale und ein Pedal hat, und 1898 unter dem Opus 646 von G. F. Steinmeyer & Co. gebaut wurde.  Der Chor, d. h. das Erdgeschoss des Chorturms, ist mit einem Kreuzrippengewölbe überspannt. Im Altarretabel des Altars ist eine Kreuzigungsgruppe dargestellt, in der Predella das Abendmahl. Die sechseckige Kanzel und ihr Schalldeckel sind vor dem Chorbogen aufgestellt.